# Малая Остроумовская улица
Мала́я Остроу́мовская у́лица (до 12 августа 1924 года — Мала́я Бахру́шинская у́лица) — улица, расположенная в Восточном административном округе города Москвы на территории района Сокольники.

## История
Первоначально улица называлась Мала́я Бахру́шинская у́лица по находившейся здесь больнице, построенной в 1880-х годах предпринимателями и меценатами братьями П. А. и В. А. Бахрушиными и получившей их имя. В 1922 году больница была переименована в память о враче-терапевте А. А. Остроумове (1844—1908), а 12 августа 1924 года улица получила современное название.

## Расположение
Малая Остроумовская улица проходит от Большой Остроумовской улицы на юго-восток до улицы Стромынки.

## Примечательные здания и сооружения
По нечётной стороне:
По чётной стороне:

## Транспорт

### Наземный транспорт
По Малой Остроумовской улице не проходят маршруты наземного общественного транспорта. У юго-восточного конца улицы, на улице Стромынке, расположены остановка «Социальный университет» автобусов № 78, 265, 716, троллейбусов № 14, 32, 41, остановка «Малая Остроумовская улица» трамваев № 4л, 4пр, 7, 13, 33.

### Метро
- Станция метро «Сокольники» Сокольнической линии и «Сокольники» Большой кольцевой линии (соединены переходом) — юго-западнее улицы, на Сокольнической площади.